# Striden om Fort Zeelandia
Striden om Fort Zeelandia var avslutningen på Koxingas invasion av Taiwan. Den inleddes den 30 april 1661 och avslutades nio månader senare. Efter segern grundade Koxinga kungadömet Tungning på ön.

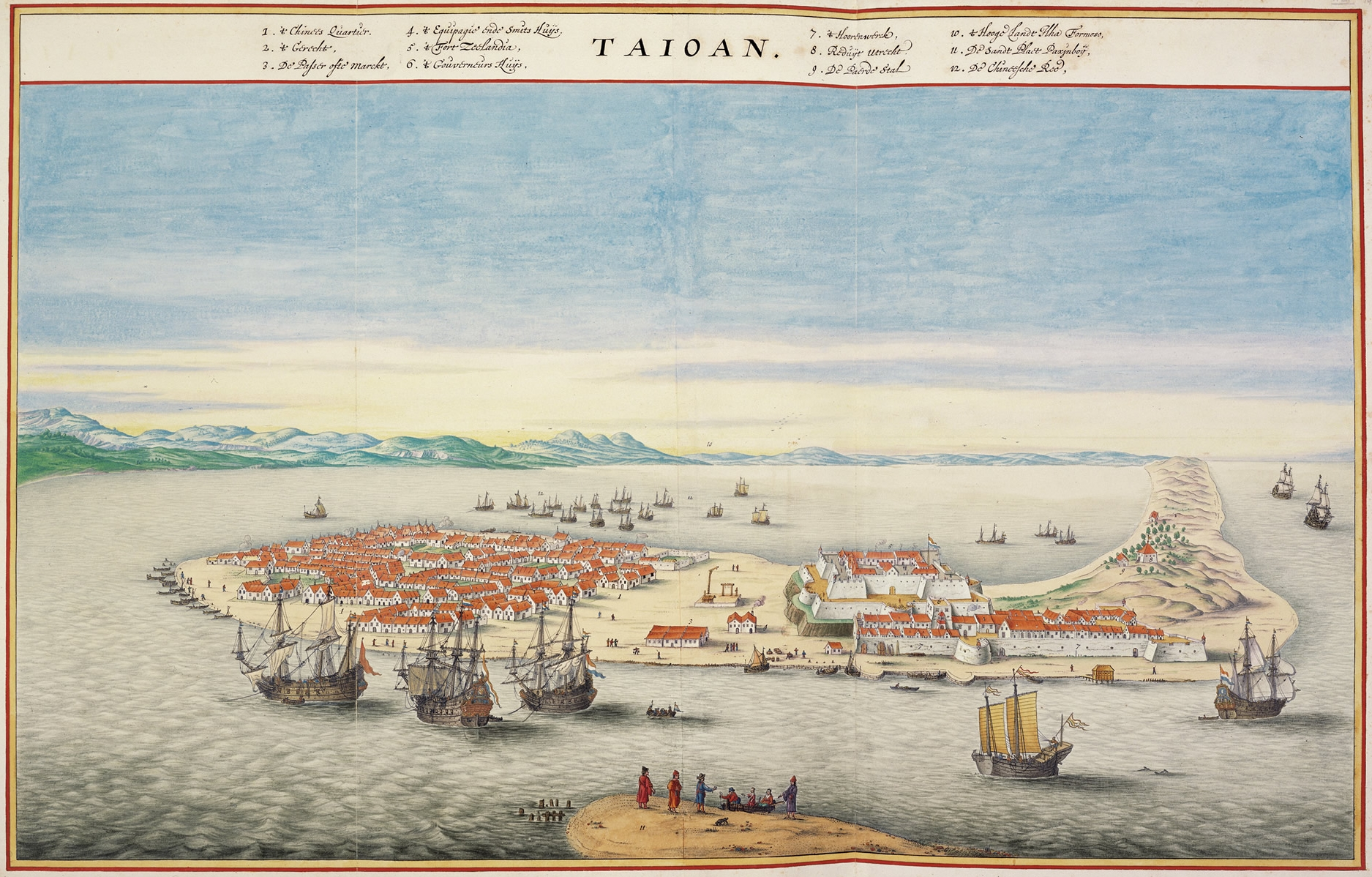
Fort Zeelandia på 1600-talet

## Bakgrund
Holländarna kom till Taiwan, som de kallade Formosa, år 1624 och fyra år senare började de att bygga Fort Zeelandia vid nuvarande Anping (Tainan). Befästningen var inte avsedd för försvar av ön,utan främst ett skydd mot lokalbefolkningen och säte för det Holländska Ostindiska Kompaniets handel. Den hade ingen brunn så allt färskvatten skeppades dit från fastlandet. 

## Striden
Koxinga och hans trupper avseglade mot Taiwan från Kinmen den 23 mars 1661 och den 8 april omringade styrkorna Fort Zeeland. De hade 400 krigsfartyg och 25 000 man till sitt förfogande mot holländarnas 2 000 man. Efter ett misslyckat krav på kapitulation började Koxinga att beskjuta och invadera fortet. Många av hans soldater dog så därför övergick man den 30 april till att belägra Fort Zeeland. 
Holländerna skickade 10 fartyg och 700 man från Batavia (dagens Jakarta) till Fort Zeeland för att hjälpa till med försvaret. Den första drabbningen skedde den 5 juli och den 23 juli försökte de holländska fartygen att komma in till fortet. De fick dock dra sig tillbaka med två förlorade och tre sänkta fartyg och omkring 100 döda. Månaden efter gjorde de ett nytt misslyckat försök och den 12 januari 1662 började Koxingas fartyg beskjutningen på nytt och hans trupper förberedde en stormning.

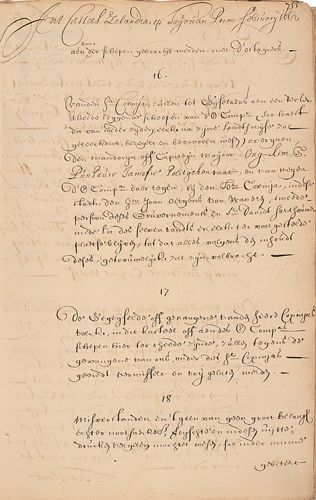
Fredsavtalet mellan den holländska guvernören och Koxinga från 1662.

Efter nio månaders belägring och  1 600 döda holländare var försyningarna på upphällningen. Ingen påfyllning förväntades från Batavia och färskvattnet tog slut. Holländarna kapitulerade den 2 februari, 1662 och den svenskfödda guvernören Fredrik Coyet överlämnade fortets nycklar till Koxinga den 9 februari. Den 17 februari lämnade det Holländska Ostindiska Kompaniet Formosa för alltid.

## Efterspel
Koxinga gjorde Taiwan till en bas för anti-Qingsympatisörer som önskade återställa Mingdynastin till makten.
Fort Zeeland, nu Anpingfästningen, har renoverats och är idag ett populärt turistmål.

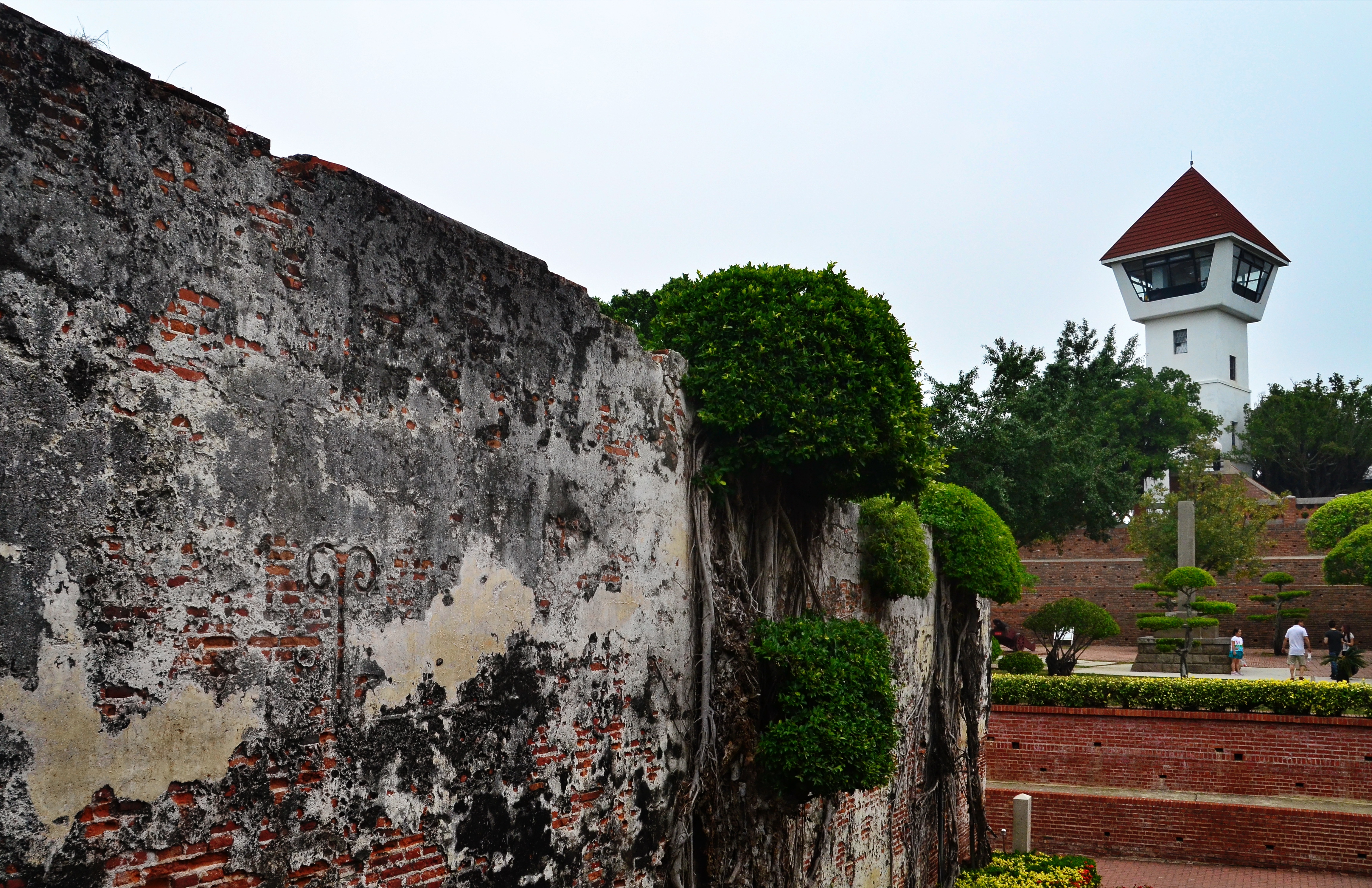
Anpingfästningen